# لبيس نيلي
اللَبيس النيلي أو الشبوط أو المبروكة العادية (بالإنجليزية: Nile Lebeo)‏ و(باللاتينية: Labeo niloticus) سمكة قشرها فضي اللون مائل للزرقة عند الظهر ذيلها وزعانفها بيضاء اللون السمكة مستطيلة الشكل، فمها يكون مزود بنتوءات جلدية. ، وتنتمي الي جنس en:Labeo